# بزرگ‌نگاشتگان

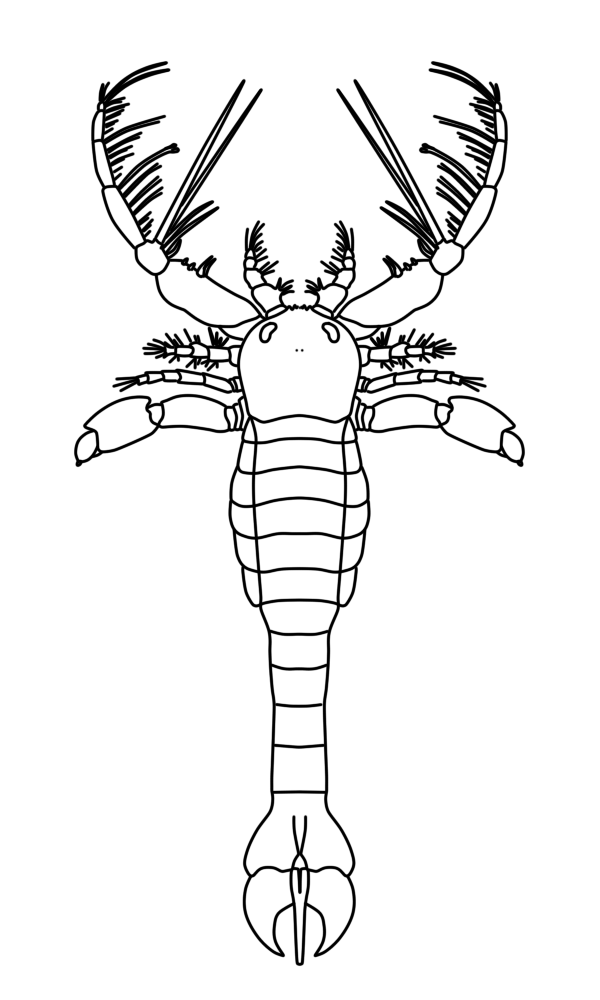
مثالی از یک بزرگ‌نگاشتگ

بزرگ‌نگاشتگان(نام علمی: Megalograptidae) نام یک تیره از راسته کژدم دریایی است.